# Pinery Trail
Le Pinery Trail est un sentier de randonnée américain dans le comté de Culberson, au Texas. Il est entièrement situé au sein du parc national des Guadalupe Mountains, où il connecte le principal office de tourisme à Pinery Station.